# Tomopteris (Johnstonella) pacifica
Tomopteris (Johnstonella) pacifica is een borstelworm uit de familie Tomopteridae. Het lichaam van de worm bestaat uit een kop, een cilindrisch, gesegmenteerd lichaam en een staartstukje. De kop bestaat uit een prostomium (gedeelte voor de mondopening) en een peristomium (gedeelte rond de mond) en draagt gepaarde aanhangsels (palpen, antennen en cirri).
Tomopteris (Johnstonella) pacifica werd in 1914 voor het eerst wetenschappelijk beschreven door Izuka als Tomopteris pacifica.